# بچه اسکریپتی
بچه اسکریپتی یا جوجه اسکریپتی (به انگلیسی: script kiddie) فردی غیر ماهر است که از اسکریپت‌ها یا برنامه‌های توسعه یافته توسط دیگران، عمدتاً برای اهداف مخرب استفاده می‌کند.

## مشخصات
در گزارش کارنگی ملون که در سال ۲۰۰۰ برای وزارت دفاع بریتانیا تهیه کرد، بچه اسکریپتی را به این صورت تعریف می‌کند:
این افراد، افراد نابالغی هستند، اما متأسفانه اغلب به همان اندازه می‌توانند خطرناک و سوء استفاده کننده از نقص های امنیتی در اینترنت باشند.این افراد توانمدی خاصی نداشته و صرفا از ابزارهای موجود در سطح وب و اسکریپت‌های معمولی و تکنیک‌ها و برنامه‌ها یا اسکریپت‌های موجود و اغلب شناخته‌شده و آسان برای جستجو و بهره‌برداری از نقاط ضعف در رایانه‌های دیگر در اینترنت استفاده می‌کند.  اغلب به‌طور تصادفی و بدون توجه یا شاید حتی درک عواقب بالقوه مضر رفتار خود، اقدام به تخریب می‌کنند.  بچه‌های اسکریپتی معمولاً حداقل یک یا چند برنامه مؤثر و به راحتی قابل دانلود دارند که قادر به نفوذ به رایانه‌ها و شبکه‌ها هستند. بچه های اسکریپتی هم به خاطر هیجان و هم برای افزایش شهرت خود در بین همتایان خود، وب‌سایت‌ها را خراب می کنند. برخی از بچه‌های اسکریپتی با استفاده از ابزارها برای انتشار ویروس‌های Anna Kournikova و کرم دوستت دارم استفاده کرده‌اند. بچه‌های اسکریپتی مهارت‌های برنامه‌نویسی کافی برای درک اثرات و عوارض جانبی اقدامات خود را ندارند و در نتیجه، آنها آثار قابل توجهی از خود بر جای می‌گذارند که منجر به شناسایی آنها می‌شود، یا مستقیماً به شرکت‌هایی حمله می‌کنند که اقدامات شناسایی و متقابل از قبل در اختیار دارند.

## جستار وابسته
- کلاه سیاه
- نیوبی